# Крукс (тауншип, Миннесота)
Крукс (англ. Crooks) — тауншип в округе Ренвилл, Миннесота, США. На 2000 год его население составило 213 человек.

## География
По данным Бюро переписи населения США площадь тауншипа составляет 93,5 км², из которых 93,5 км² занимает суша, водоёмов нет.

## Демография
По данным переписи населения 2000 года здесь находились 213 человек, 76 домохозяйств и 63 семьи.  Плотность населения —  2,3 чел./км².  На территории тауншипа расположено 82 постройки со средней плотностью 0,9 построек на один квадратный километр. Расовый состав населения: 99,53 % белых и 0,47 % приходится на две или более других рас.
Из 76 домохозяйств в 35,5 % воспитывались дети до 18 лет, в 80,3 % проживали супружеские пары, в 2,6 % проживали незамужние женщины и в 15,8 % домохозяйств проживали несемейные люди. 13,2 % домохозяйств состояли из одного человека, при том 10,5 % из — одиноких пожилых людей старше 65 лет. Средний размер домохозяйства — 2,80, а семьи — 3,05 человека.
28,2 % населения — младше 18 лет, 3,3 % — в возрасте от 18 до 24 лет, 23,9 % — от 25 до 44, 30,0 % — от 45 до 64, и 14,6 % — старше 65 лет. Средний возраст — 40 лет. На каждые 100 женщин приходилось 100,9 мужчин.  На каждые 100 женщин старше 18 приходилось 101,3 мужчин.
Средний годовой доход домохозяйства составлял 46 250 долларов, а средний годовой доход семьи —  50 000 долларов. Средний доход мужчин —  31 607  долларов, в то время как у женщин — 21 250. Доход на душу населения составил 18 019 долларов. За чертой бедности находились 2,9 % семей и 4,5 % всего населения тауншипа, из которых 8,5 % младше 18 лет.